# Perilampsis amazuluana
Perilampsis amazuluana är en tvåvingeart som beskrevs av Munro 1929. Perilampsis amazuluana ingår i släktet Perilampsis och familjen borrflugor. Inga underarter finns listade i Catalogue of Life.